# Hypocoela sogai
Hypocoela sogai är en fjärilsart som beskrevs av Pierre E.L. Viette 1978. Hypocoela sogai ingår i släktet Hypocoela och familjen mätare. Inga underarter finns listade i Catalogue of Life.